# EuropaBio
EuropaBio („Der Europäische Verband der Bioindustrie“) ist eine europäische  Lobbyorganisation der Biotechnologie mit Sitz in Brüssel.
Zu den Mitgliedern gehören 60 Industrieunternehmen (darunter zum Beispiel auch Monsanto, Bayer, BASF und Evonik), 13 assoziierte Mitglieder und Bio-Regionen (u. a. BIO.NRW und Nestlé) sowie 16 nationale Biotech-Verbände (darunter auch BIO Deutschland, France Biotech). Der Verband repräsentiert somit rund 1800 kleine und mittelständische Unternehmen in Europa.
Der Verband wurde 1996 gegründet, um die Interessen der Biotech-Industrie auf höchster europäischer Ebene zu vertreten und auf die Gesetzgebung der Europäischen Union so Einfluss zu nehmen, dass sie den Interessen der Biotech-Industrieunternehmen dient. Hauptziel von EuropaBio ist die schnellere Zulassung von gentechnisch veränderten Nutzpflanzen in der EU. Finanziert wird EuropaBio über Beiträge der Mitglieder und Unterstützung von Dritten.

## Organisation und Struktur
Der Vorstand setzt sich aus Vertretern von Mitgliedsunternehmen zusammen. Unterstützt wird dieser für alltägliche Aufgaben von dem Sekretariat, das von einem Generalsekretär verwaltet wird. Inhaltlich sind die Hauptbereiche in Gesundheit (Rote Biotechnik), Industrie (weiße Biotechnik) und Agrar (Grüne Biotechnik) gegliedert, denen unter Führung von EuropaBio Arbeitsgruppen zugeordnet sind. Außerdem sind die nationalen Biotech-Verbände eingebunden, welche auch über Arbeitsgruppen verfügen.

## Ziele
Der Schwerpunkt der Ziele liegt innerhalb Europa, jedoch vertritt die Vereinigung seine international operierenden Mitglieder auch weltweit. Ziele sind die Förderung einer innovativen und dynamischen biotechnologiebasierten Industrie in Europa, sowie die Beseitigung der Hindernisse für die Wettbewerbsfähigkeit im Vergleich mit anderen Regionen der Welt, insbesondere mit Bezug auf die Gentechnologie. Dabei verpflichtet sich EuropaBio einen offenen Dialog mit allen Beteiligten über die ethischen, sozialen und ökonomischen Aspekte der Biotechnologie und ihren Anwendungen zu führen und dabei verantwortungsvoll zu handeln.